# 赵德全 (1947年)
赵德全（1947年12月—），男，汉族，陕西扶风人，中华人民共和国政治人物，曾任陕西省人民政府副省长、党组成员，陕西省人大常委会副主任。